# Héraðsvötn
Héraðsvötn (deutsch „Bezirks(-ge-)wässer“, isl. vötn ist die Mehrzahl von vatn Wasser, See) ist ein Fluss im Norden Islands, der in den Fjord Skagafjörður mündet.

## Wichtigste Daten
Die Durchschnittswassermenge der Héraðsvötn beträgt 111 m³/s, die höchste je gemessene Wassermenge war 800 m³/s, die geringste 40 m³/s.
Das Gesamteinzugsgebiet umfasst 3650 km².

## Verlauf
Der Fluss entsteht durch den Zusammenfluss zweier recht kräftiger Gebirgsflüsse, der Austari-Jökulsá und der Vestari-Jökulsá südlich des Tales der Norðurá.
Die beiden Gletscherflüsse kommen vom Gletscherschild Hofsjökull herunter.
Von der Mündung bis zu den Quellen der etwa gleich langen Gletscherflüsse sind es 130 km.
Als breiter Strom durchquert Héraðsvötn das Tal und verzweigt sich Richtung Fjord zunächst in Austurkvísl und Vesturkvísl, die ihrerseits als Austurós und Vesturós in das Meer münden (isl. ós „Flussmündung“).
Die zwischen den Mündungsarmen liegende Insel heißt Hegranes.
Das Mündungsgebiet liegt östlich der Stadt Sauðárkrókur.

### Bildung des Tales
Da in ihn Gletscherflüsse ihr Sediment eintragen, gelang es dem Fluss über die Jahrhunderte das ehemalige Fjordbecken bis weit hinaus zum offenen Meer aufzufüllen: Die heutige Pferdezuchtregion verdankt ihm ihr Entstehen.

### Verkehrshindernis
Der breite, eiskalte und oft mit starker Strömung dahinschießende Fluss galt in früheren Zeiten als beträchtliches Verkehrshindernis.
Es gab einige bekannte Watstellen, aber keine davon galt als wirklich sicher.
Allerdings versahen auch einige Bauern einen Fährdienst mit Booten.
Im 19. Jahrhundert konstruierte man dann ähnlich wie an der Jökulsá á Brú winzige mechanische Kabinenseilbahnen über den Fluss.
Unter diesen Umständen begrüßte man es als großen Fortschritt, als 1892 am Vesturós und 1893 am Austurós je eine Seilfähre installiert wurden.
1895 wurde dann eine Brücke über den östlichen Mündungsarm gebaut und die dortige Fähre flussaufwärts verlegt.
Der westliche Mündungsarm wurde 1926 überbrückt, 1927 baute man auch eine Brücke über den Hauptfluss bei Grundarstockk.
Die heutige Brücke, über die die Ringstraße  verläuft, datiert von 1981 und ist 188 m lang.
Sie befindet sich östlich von Varmahlíð.
Die Sauðárkróksbraut  überquert bei den Mündungen die beiden Flussarme.
Über eine weitere Brücke führt der Skagafjarðarvegur  über die Vestari-Jökulsá und dann weiter als Skagafjarðarleið  bis zur Sprengisandsleið .

## Angeln und Fischen
Im Fluss gibt es sowohl Lachse als auch Forellen.
Für das Angeln und Fischen muss man hier keine Gebühr entrichten.